# Stefano Sottile
Stefano Sottile (Italia, 26 de enero de 1998) es un atleta italiano especializado en la prueba de salto de altura, en la que consiguió ser campeón mundial juvenil en 2015.

## Carrera deportiva
En el Campeonato Mundial Juvenil de Atletismo de 2015 ganó la medalla de oro en el salto de altura, con un salto por encima de 2.20 metros, superando al ucraniano Dmytro Nikitin (plata con 2.18 metros) y al estadounidense Darius Carbin (bronce con 2.16 metros).